# Джорди (група)
Джорди (на английски: Geordie) е британска глем рок група, от Нюкасъл ъпон Тайн, Англия. Те са активени предимно през 70-те години на XX век. Нейният вокалист Брайън Джонсън заема мястото на Бон Скот в „Ей Си/Ди Си“ след нелепата му смърт.

## Биография
Оригиналният състав (февруари 1972 г.) включва Вик Малкълм (Алберт Виктор Малкълм, роден на 3 декември 1946 г. Нюкасъл ъпон Тайн) (водеща китара и вокал), Том Хил (бас), Брайън Гибсън (барабани) (роден на 6 март 1951 г.в Нюкасъл на Тайн) и Брайън Джонсън (вокал). Първият им сингъл, Don't Do That, влиза в топ 40 на Великобритания през декември 1972 г.
В Март 1973 г., Джорди издава първия си албум, „Hope You Like It“ чрез лейбъла EMI. Опитвайки се да се конкурира с британски групи от глем рока като Слейд и Суит (Джорди ги подгрява, докато обикалят Великобритания и Слейд по време на концерт в Rainbow Club London през 1973 г.), те веднъж влязат в топ 10 на Великобритания, с All Since of You (април 1973 г.) и веднъж в топ 20 на Великобритания с Can You Do It (юли 1973 г.) и групата се появява няколко пъти по канала на BBC, включително в програмата Top of the Pops in, ноември 1972 г.
Вторият им албум, Don't Be Fooled by the Name (1974), включващ кавър на „House of the Rising Sun“ на Енимълс, е неуспешен. След албума им „Save the World“, издаден през 1976 г. , фронтменът Брайън Джонсън напуска групата, за да започне самостоятелен проект. Албумът, наречен „No Good Woman“, излиза през 1978 г. Състои се от три неиздадени парчета с Брайън и нови парчета, записани от Малкълм Вик с бъдещия клавирист на Дайър Стрейтс Алън Кларк, вокалиста Дейв Дичбърн, басиста Франк Гибън и барабаниста Джордж Дефти. Албумът не се продава и групата бързо се разпада.
През 1977 г. Брайън реформира Джорди в нова формация, в която той е единственият оригинален член. Групата подписва договор за запис през 1980 г. с Red Bus Record, но накрая спира, когато Ей Си/Ди Си се свърза с Брайън, за да замени покойния Бон Скот. С този опит записват демо. В Red Bus Records издават сингъл през 1980 г., включващ две песни от това демо. Същата година звукозаписната компания издава албум, озаглавен „Geordie Featuring Brian Johnson“, състоящ се от двете песни от сингъла и старите ремиксирани песни на Джорди. Сингъл от този албум е издаден същата година и влиза в класациите в Португалия. През 1982 г. в Германия и САЩ излиза друга компилация, наречена „Strange Man“, която е представена като солов албум на Брайън Джонсън. Последният изобщо не го харесва, но не може да направи нищо по въпроса.

## След разделянето
След смъртта на певеца Бон Скот през февруари 1980 г. , Брайън Джонсън (чийто вокален талант вече е бил признат от Бон Скот) е избран от AC / DC да замени Бон. Първият албум на AC / DC с Брайън Джонсън е „Back in Black“, албум, който оттогава е най-успешният на групата, и вторият най-продаван албум в света (първият е „Thriller of Michael Jackson“). Първоначалните членове на Джорди се реформират без Брайън Джонсън и Мики Бенисън през 1982 г. и записват албум, наречен „No Sweat“ през 1983 г. с певеца Роб Търнбул, когото Брайън, все още в контакт с тях, е намерил за тях, и допълнителен китарист Дейвид Стивънсън. Албумът е издаден през 1983 г. в независимия лейбъл Neat, но не постига голям успех.
Впоследствие Малкълм напуска групата и последният променя името си на Powerhouse, за да запише едноименен албум през 1985 г., който не дава нищо, преди окончателно да се разпадне. В края на 2001 г. , по време на почивка от AC / DC, Брайън Джонсън кани членове на отбора от 1977 – 1980 г. на кратко турне из Великобритания. Те свирят основно хардрок кавъри.

## Дискография

### Студийни албуми
- Hope You Like It – 1973
- Don't Be Fooled by – the Name 1974
- Masters of Rock – 1974
- Save the World – 1976
- No Good Woman – 1978
- Geordie featuring Brian Johnson – 1980
- No Sweat – 1983

### Компилации
- Brian Johnson and Geordie – 1981
- Strange Man – 1982
- Keep on Rocking (ремикс) – 1989
- Rocking with the Boys – 1992
- A Band from Geordieland – 1996
- The Very Best of Geordie – 1997
- The Best of Geordie – 1998
- Can You Do It? – 1999
- The singles collection – 2001
- Can You Do It – 2003
- Unreleased Tapes – 2005

### Сингли
- Don't Do That b и Francis Was a Rocker – 1972[4]
- All Because of You и Ain't It Just Like a Woman – 1973[5]
- Can You Do It и Red Eyed Lady – 1973[6]
- Electric Lady и Geordie Stomp – 1973[7]
- Black Cat Woman и Geordie's Lost His Liggie – 1973
- She's a Teaser b и We're All Right Now – 1974
- Ride on Baby и Got to Know – 1974
- Goodbye Love и She's a Lady – 1975[8]

## Членове

### 1972 – 1977
- Брайън Джонсън – вокал
- Вик Малкълм – китара, вокал 1972 – 1975, 1976 – 1977
- Мики Бенисън – китара 1975 – 1976
- Том Хил – бас
- Брайън Гибсън – барабани

### Като „No Good Woman“ – 1978
- Дейв Дичбърн – вокал
- Вик Малкълм – китара
- Алън Кларк – клавиатури
- Франк Гибон – бас
- Джордж Дефти – барабани

### 1977 – 1980, 2001
- Брайън Джонсън – вокал
- Дерек Рутъм – китара
- Дейв Робсън – бас
- Дейви Уитакър – барабани

### 1982 – 1985
- Роб Търнбул – вокал
- Вик Малкълм – китара
- Дейвид Стивънсън – китара
- Том Хил – бас
- Брайън Гибсън – барабани